# Sarcophaga novella
Sarcophaga novella är en tvåvingeart som beskrevs av Baranov 1929. Sarcophaga novella ingår i släktet Sarcophaga och familjen köttflugor.
Artens utbredningsområde är Nordmakedonien. Inga underarter finns listade i Catalogue of Life.